# Ansitz Greifenburg (Kaltern)

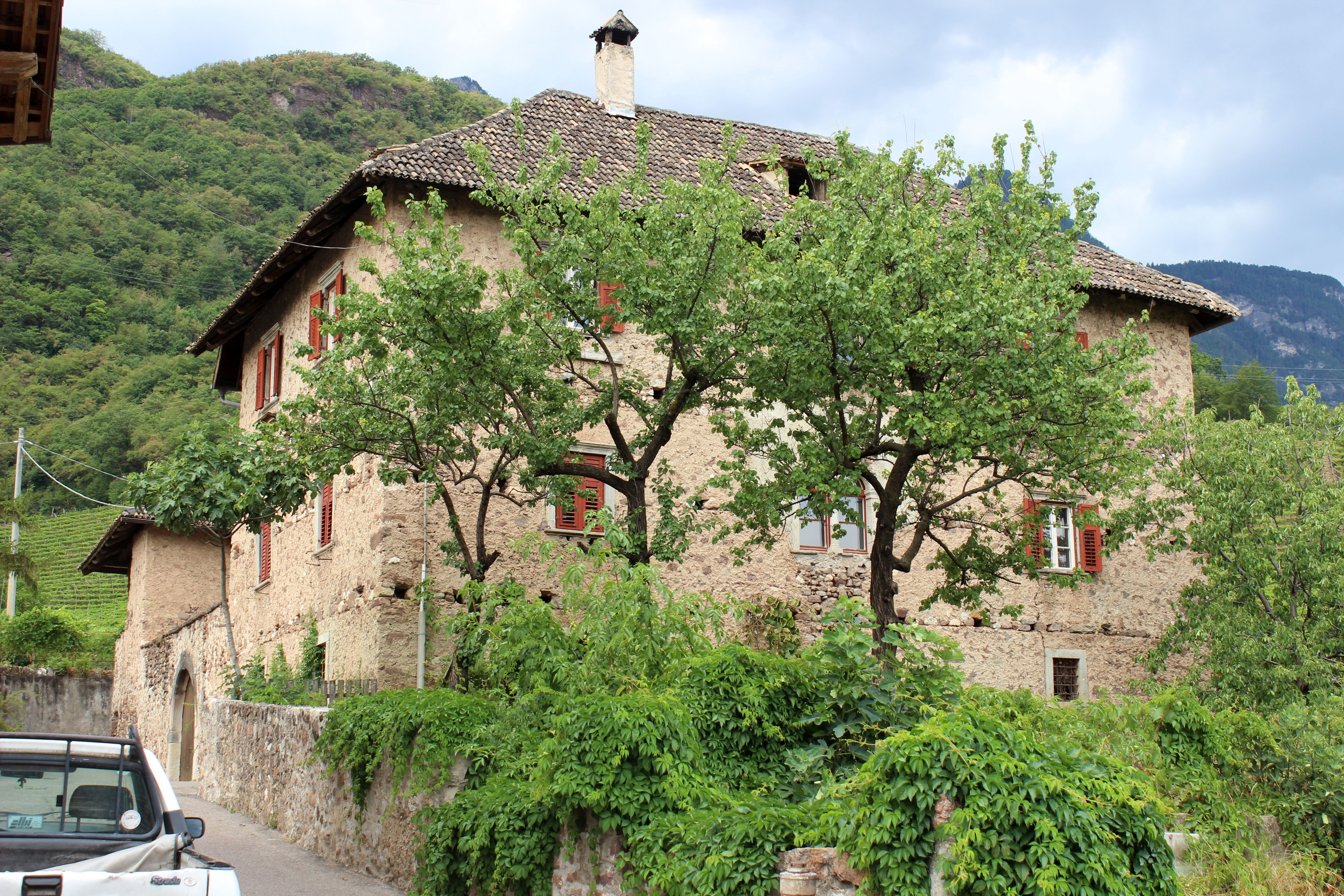
Ansitz Greifenburg in Kaltern

Ansitz Greifenburg ist ein alter Edelsitz in St. Josef am See, einer Fraktion in der Gemeinde Kaltern in Südtirol. Er ist zu unterscheiden vom Ansitz Greifenburg in Girlan.  

## Geschichte
Der Ansitz verdankt seinen Namen der Familie Greif, welche seit 1612 im Eigentum des Gutes waren und den heutigen dreigeschossiger Renaissancebau errichteten. Am 18. Februar 1651 erlangten die Brüder Adam und Nikolaus Greiff in Innsbruck vom Tiroler Landesfürst die Adelsfreiheit, eine Wappenbesserung und die Erlaubnis sich nach ihren Besitz "von Greiffenegg und Velt" nennen zu dürfen. Später gehörte es den Grafen von Enzenberg. Seit dem 8. Mai 1951 steht der Ansitz Greifenburg unter Denkmalschutz. 

## Beschreibung
Zum Gebäudeensemble gehören ein dreigeschossiges Wohngebäude im Renaissancestil aus dem 17. Jahrhundert mit einem Doppelbogenfenster und einem Keller mit Tonnengewölbe. Daran schließt ein Wirtschaftsgebäude an und an der Straßenseite eine Umfassungsmauer mit Rundbogentor. 